# Шлабрендорф, Фабиан фон

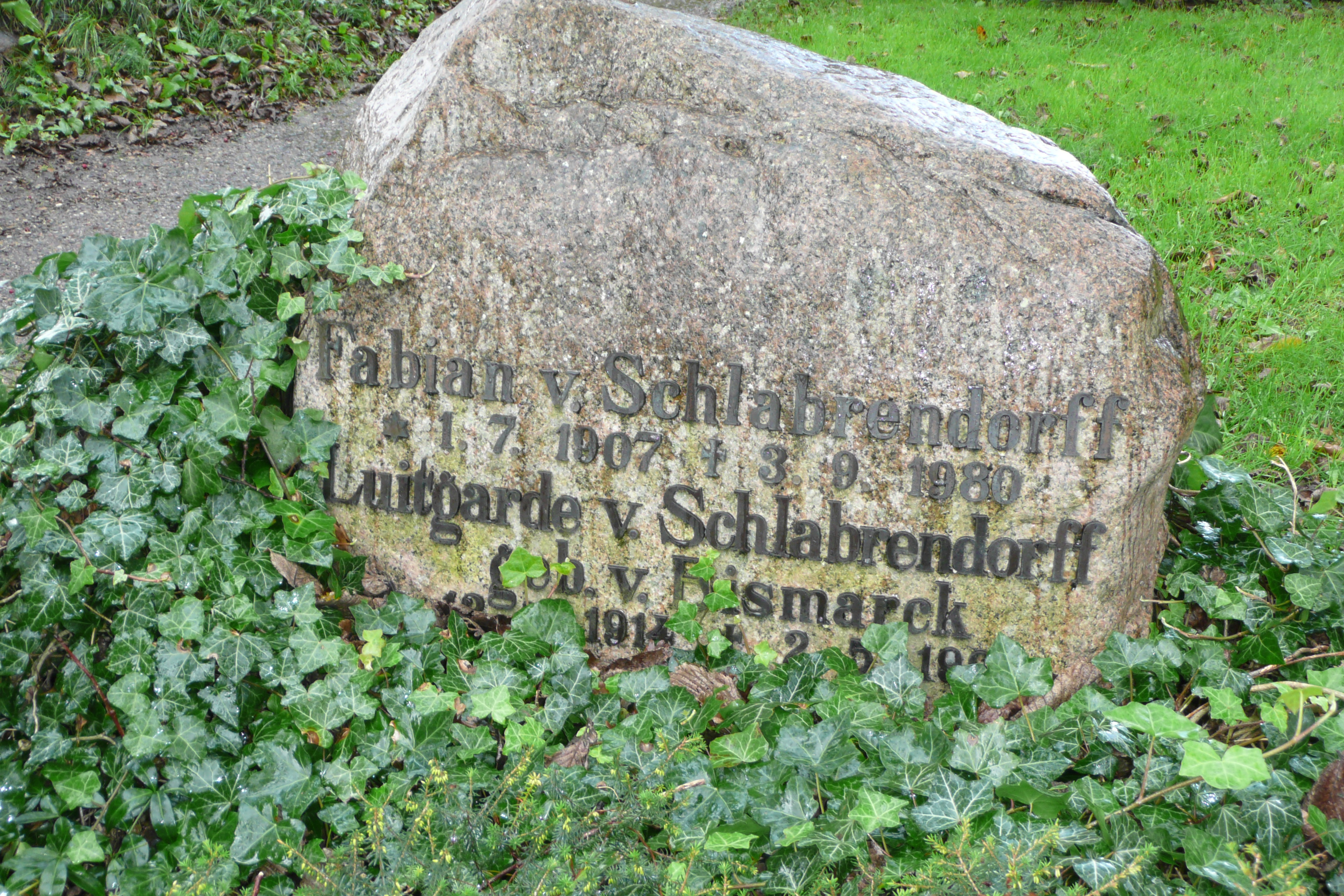
Могила Фабиана Шлабрендорфа

Фабиан фон Шлабрендорф (нем. Fabian von Schlabrendorff, 1 июля 1907, Галле — 3 сентября 1980, Висбаден) — немецкий военный и юрист, участник заговора 20 июля.

## Биография
Шлабрендорф получил образование юриста, а позднее поступил на службу в вермахт, оставаясь при этом убеждённым противником нацизма. Он стал адъютантом генерала фон Трескова, одного из лидеров заговора ряда высокопоставленных военных против Адольфа Гитлера, и выступал связующим звеном между штабом фон Трескова и лидерами заговора в Берлине Беком и Гёрделером. 13 марта 1943 года, когда Гитлер прилетал на совещание в Смоленск, Шлабрендорф передал офицеру Брандту, летевшему вместе с Гитлером, две бомбы замедленного действия, замаскированные под бутылки коньяка. Когда из-за дефекта детонатора бомбы не взорвались, Шлабрендорф приехал к Брандту с двумя другими бутылками и забрал бомбы, пояснив, что сначала по ошибке передал не те бутылки.
После провала заговора Шлабрендорф был арестован и 21 декабря 1944 года предстал перед Народной судебной палатой. Из-за большой загрузки слушание его дела было перенесено на 3 февраля, но в этот день случился авианалёт, одна бомба попала в здание суда, и упавшей балкой был убит председатель Народной судебной палаты Роланд Фрейслер. На новом заседании в марте Шлабрендорф заявил, что он подвергался пыткам, и был освобождён, но снова арестован через несколько дней и приговорён к смертной казни. Шлабрендорф содержался в нескольких концентрационных лагерях, затем вместе с рядом высокопоставленных заключённых был эвакуирован в Тироль, где их освободили американские войска незадолго до предполагаемой казни.
Осенью 1945 года Шлабрендорф был советником американской делегации на первом Нюрнбергском процессе. Он убедил Уильяма Дж. Донована, бывшегo начальника тайной службы американских вооруженных сил УСС, что Катынский расстрел польских офицеров был военным преступлением совершённым НКВД. Так как Шлабрендорф был членом немецкого движения антигитлеровского сопротивления, американцы ему поверили.
В Западной Германии Шлабрендорф успешно занимался юриспруденцией. С 1967 по 1975 год он был одним из членов Конституционного суда ФРГ. Он также выпустил книгу воспоминаний о заговоре 20 июля «Offiziere gegen Hitler» (Офицеры против Гитлера). Скончался в Висбадене 3 сентября 1980 года.